# Myobatrachus gouldii
Genre
Synonymes
- Chelydobatrachus Günther, 1859 "1858"

Espèce
Synonymes
- Breviceps gouldii Gray, 1841
- Breviceps Heliogabali Gray, 1841
- Myobatrachus paradoxus Schlegel, 1850

Statut de conservation UICN

 LC  : Préoccupation mineure
Myobatrachus gouldii, unique représentant du genre Myobatrachus, est une espèce d'amphibiens de la famille des Myobatrachidae.

## Répartition

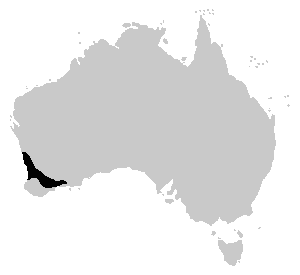
Répartition

Cette espèce est endémique du Sud-Ouest de l'Australie-Occidentale. Elle se rencontre jusqu'à 600 m d'altitude,.

## Description
Myobatrachus gouldii mesure 45 mm. Elle a une petite tête, des membres courts et un corps rond.

## Étymologie
Cette espèce est nommée en l'honneur de John Gould (1804–1881).

## Publications originales
- Gray, 1850 : Description of a new genus of batrachians from Swan River. By Dr. H. Schlegel, Curator of the Royal Zoological Museum, Leyden. (Extracted from a letter to J. E. Gray, Esq.). Proceedings of the Zoological Society of London, vol. 1850, p. 9-10 (texte intégral).
- Gray, 1841 : Descriptions of some new species and four new genera of reptiles from Western Australia, discovered by John Gould, Esq. Annals and Magazine of Natural History, sér. 1, vol. 7, p. 86–91 (texte intégral).